# Alfon (futbolista)
Alfonso González Martínez (Albacete, 4 de mayo de 1999), más conocido como Alfon, es un futbolista español. Juega como extremo y su equipo actual es el Sevilla F. C. de la Primera División de España

## Carrera deportiva
Albaceteño de nacimiento, empezó su carrera como juvenil del Albacete Balompié. Debutó con el filial del equipo a los 17 años, el 21 de agosto de 2016, empezando como titular en un partido de la Tercera División contra el CD Atlético Tomelloso, que acabaría en una derrota por 0 a 1.
Anotó su primer gol con este equipo B el 9 de octubre de 2016, en una derrota en casa contra el CD Toledo "B" por 1 a 3. Debutaría con el primer equipo en Segunda B, finalmente, el 14 de mayo de ese mismo año, entrando como sustituto de José Fran en el minuto 72 de juego, en un empate a ceros contra el Real Madrid Castilla.
El 29 de agosto de 2018, Alfon sale cedido al Internacional de Madrid de la Tercera División por un año. Al terminar su cesión, renovó su contrato con el Albacete el 12 de julio de 2019 hasta el año 2022. Aun así, volvería a salir cedido, esta vez al Getafe "B" de la Segunda B.
El 21 de agosto de 2020 se oficializó su próximo destino, de nuevo cedido durante un año, al Celta de Vigo de la Primera División de España, siendo asignado a su filial, también militante en la Segunda División B española. El día 13 de diciembre de 2020, Alfon protagonizó un hecho histórico con este equipo, ya que gracias a sus dos goles, el filial céltico ganó al primer equipo del eterno rival, el Deportivo de La Coruña, en campo coruñés.
Debido a su gran rendimiento con el equipo B, tuvo la oportunidad de jugar con el primer equipo en un partido de Copa del Rey el 5 de enero de ese mismo año, entrando como sustituto de Emre Mor en el minuto 63, en un partido que acabaría con una humillante derrota del conjunto vigués por 5 a 2 frente a la UD Ibiza.
Pocos días después, el 8 de enero, hizo su debut profesional en la Primera División, cuándo entró como sustituto de Fran Beltrán en el minuto 73 del encuentro, en un partido frente al Villarreal CF en el que terminaría perdiendo el Celta por 0 a 4.
Sin llegar a hacerlo oficial el club vigués, el Celta ejecutaría la opción de compra de 250.000€ por el jugador, donde se mantendría por una temporada más en el filial.
En la temporada 2022-23, llega cedido al Racing de Santander de la Segunda División de España, en el que juega hasta el mes de enero de 2023, tras solo disputar 223 minutos en ocho partidos con la camiseta racinguista en la LaLiga SmartBank y 58 minutos en la Copa del Rey.
El 30 de enero de 2023, firma por el Real Murcia C. F. en la Primera Federación, cedido hasta el final de la temporada por el Celta de Vigo.

## Clubes
| Club                                  | País   | Año       |
| ------------------------------------- | ------ | --------- |
| Albacete Balompié "B"                 | España | 2016-2018 |
| Albacete Balompié                     | España | 2018-2020 |
| Club Internacional de Madrid (cedido) | España | 2018-2019 |
| Getafe CF "B" (cedido)                | España | 2019-2020 |
| Real Club Celta de Vigo "B"           | España | 2020-2022 |
| Celta de Vigo                         | España | 2022-act. |
| Racing de Santander (cedido)          | España | 2022-2023 |
| Real Murcia CF (cedido)               | España | 2023      |
| Celta Fortuna                         | España | 2023-2024 |
| Celta de Vigo                         | España | 2024-2025 |
| Sevilla F. C.                         | España | 2025-     |